# Eugenia ramiflora
Eugenia ramiflora är en myrtenväxtart som beskrevs av Nicaise Auguste Desvaux och William Hamilton. Eugenia ramiflora ingår i släktet Eugenia och familjen myrtenväxter. Inga underarter finns listade i Catalogue of Life.